# WordPress
WordPress (вимовляється «Вордпрес») — система керування вмістом з відкритим кодом, яка через свою простоту в установленні та використанні широко застосовується для створення вебсайтів. Сфера використання — від блогів до складних вебсайтів. Вбудована система тем і плагінів у поєднанні з вдалою архітектурою дозволяє конструювати на основі WordPress практично будь-які вебпроєкти.
Написана мовою програмування PHP з використанням бази даних MySQL. Початковий код поширюється на умовах ліцензії GNU General Public License.

## Можливості

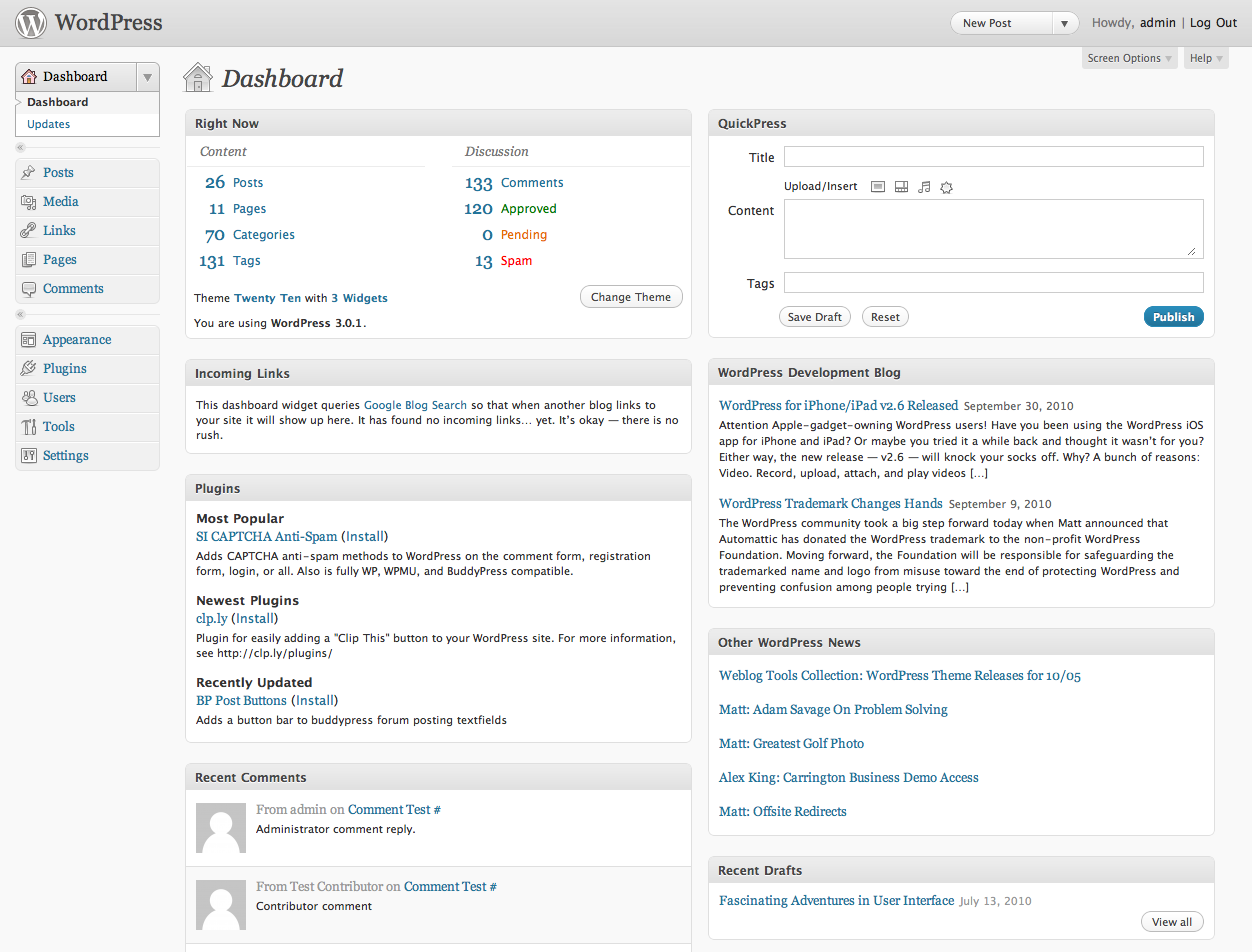
Панель адміністратора WordPress

### Дизайн, управління системою та інші можливості
- простота встановлення, простота налаштувань;
- підтримка вебстандартів (XHTML, CSS);
- модулі для підключення (плагіни) з унікально простою системою їх взаємодії з кодом; можливість автоматичного встановлення та оновлення версії безпосередньо з панелі адміністратора;
- підтримка так званих «тем», з допомогою яких легко змінюється як зовнішній вигляд, так і способи виведення даних;
- можливість редагувати шаблони одразу в панелі адміністратора;
- «теми» реалізовані як набори файлів-шаблонів на PHP (у HTML-розмітку вставляються PHP-мітки);
- багато бібліотек «тем» і «плагінів»;
- потенціал архітектури дозволяє легко реалізовувати складні рішення;
- SEO-оптимізована система;
- наявність українського перекладу.[8]

### Публікація та редагування
- миттєва публікація;
- підтримка RSS, Atom, trackback, pingback;
- наявність ЛЗУ (людино-зрозумілий URL);
- редагування WYSIWYG-редактором з можливістю вставлення форматованого тексту (наприклад з програми Microsoft Word) або редагування за допомогою HTML-розмітки.

### Контент
- наперед заплановані публікації;
- багатосторінкові записи;
- прикріплення файлів та зображень до записів;
- можливість створення статичних сторінок;
- можливість створення свого типу контенту у власних темах;
- категорії, теги, коментування тощо.

## Історія

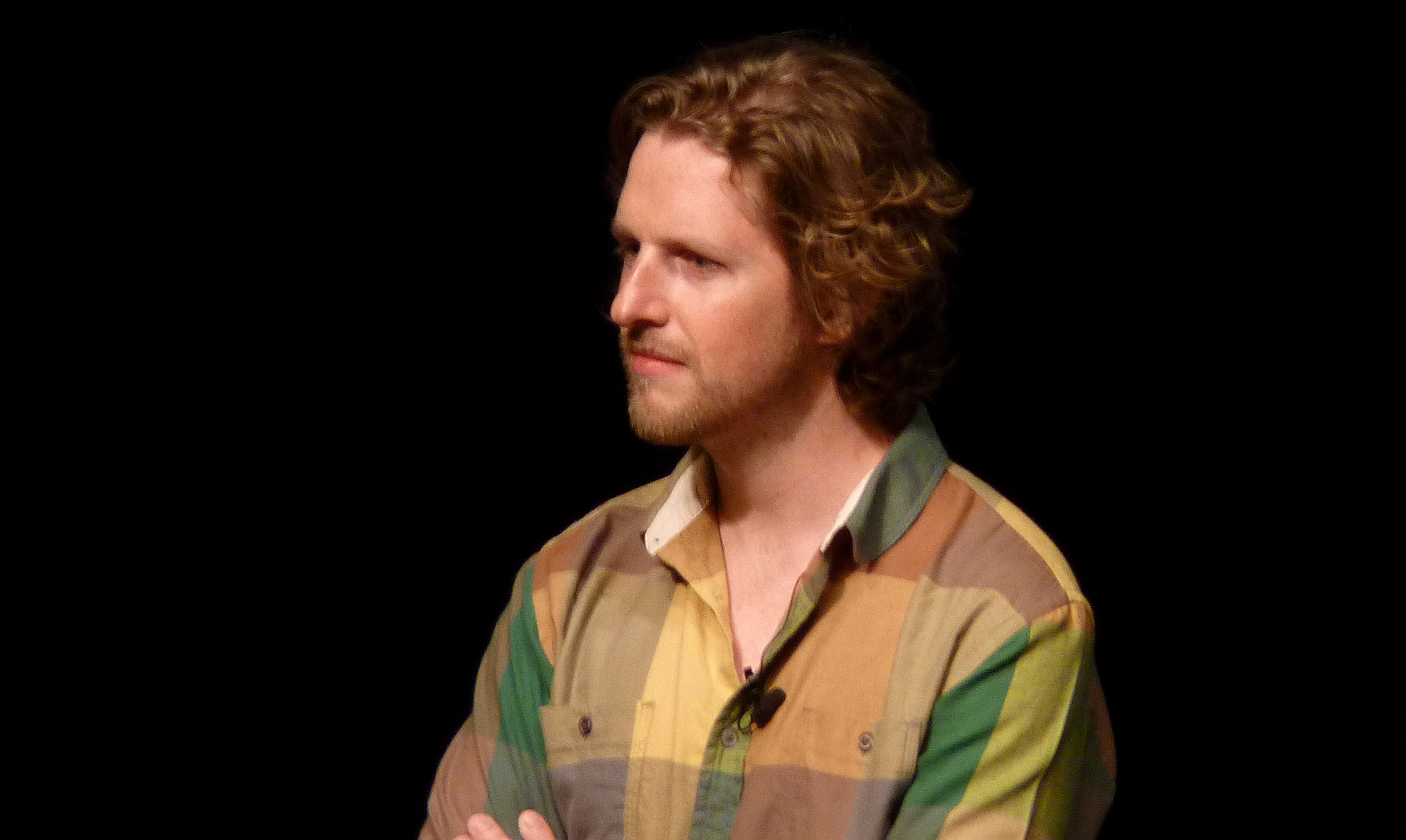
Засновник Wordpress Меттью Мулленвіґ

У 2003 році автори Open Source блогу b2 відмовляються від проєкту. Метт Мулленвіг і його друг продовжують його існування та змінюють назву на WordPress. Вже того ж року СКВ помічає велика компанія CNET та використовують її як блог компанії. У 2004 році ця ж компанія пропонує Метью роботу, на яку він погоджується. В період роботи у CNET Метью не вистачає часу на роботу над Wordpress і у 2005 році Метью покидає компанію і разом з Тонні Шнайдером створюють свою компанію з назвою «Automattic», яка орієнтувалась на проєктах на базі Wordpress.
У 2006 році в Automattic було інвестовано 1,1 млн доларів декількома інвесторами (в тому числі й CNET), після чого компанія розширилась. На цей час ринкова ціна Automattic оцінена в 30,6 млн доларів, а працюють в ній близько 30 осіб.

### Ключові розробники
Метт Мулленвіґ і Майк Літл були співзасновниками проєкту. Серед головних розробників Раян Борен, Марк Джаквіт, Метью Мулленвіг, Ендрю Озз, Пітер Вествуд та Ендрю Накін.
WordPress також розробляють члени спільноти, в тому числі WP тестери, група добровольців, які перевіряють кожний реліз. Вони отримують ранній доступ до нічних збірок, бета-версій та реліз-кандидатів. Помилки публікуються в спеціальній розсилці, або в інструменті Trac.
У вересні 2010 року, Automattic передав торгову марку WordPress в WordPress Foundation, організацію, що підтримує WordPress.org (включаючи програмне забезпечення та архіви для плагінів та тем), bbPress та BuddyPress.

### Нагороди
- 2007 рік — перемога на «Packt» Open Source CMS Award.[12]
- 2009 рік — визнана найкращою на Open Source CMS Award.
- 2010 рік — перемога в категорії «Зал слави CMS» на Open Source Awards.[13]
- 2011 рік — визнана відкритим додатком року у конкурсі The Critters

### Історія версій
Більшість WordPress релізів названі на честь відомих джазових музикантів, починаючи з версії 1.0.
| 0.70 |                     | 27 травня 2003 року            | Використовується та ж структура файлів, як і у свого попередника b2/cafelog. Версія 0.7.1 доступна для завантаження на офіційному сайті Wordpress |                        |                |
| 1.2 | Mingus              | 22 травня 2004 року            | Додана підтримка плагінів |                        |                |
| 1.5 | Strayhorn           | 17 лютого 2005 року            | Додана можливість управління шаблонами та статичними сторінками |                        |                |
| 2.0 | Duke                | 31 грудня 2005 року            | Удосконалені інструменти системи управління, додана можливість завантаження зображень |                        |                |
| 2.1 | Ella                | 22 січня 2007 року             | Виправлені помилки в безпеці СКВ, додані нові інструменти для редагування контенту. |                        |                |
| 2.2 | Getz                | 16 травня 2007 року            | Перероблена підтримка Atom. Додана підтримка віджетів для шаблонів. |                        |                |
| 2.3 | Dexter              | 24 вересня 2007 року           | Виправлені деякі помилки в безпеці СКВ. Додане повідомлення про наявність оновлення. Повна підтримка Atom 1.0. |                        |                |
| Гілка 2.5 | Brecker             | 29 березня 2008 року           | Повністю перероблений інтерфейс та панель адміністратора. |                        |                |
| 2.6 | Tyner               | 15 липня 2008 року             | Додані нові функції (відстежування змін тощо). |                        |                |
| Гілка 2.7 | Coltrane            | 11 грудня 2008 року            | Повністю перероблена панель адміністратора. Додане автоматичне оновлення ядра СКВ та встановлення плагінів. |                        |                |
| 2.8 | Baker               | 10 червня 2009 року            | Керування темами з панелі адміністратора. Поліпшений інтерфейс віджетів. |                        |                |
| 2.9 | Carmen              | 19 грудня 2009 року            | Додане пакетне оновлення плагінів та багато інших функцій. |                        |                |
| 3.0 | Thelonious          | 17 червня 2010 року            | Доданий інтерфейс прикладного програмування (API). Додана нова тема («Twenty Ten»). |                        |                |
| 3.1 | Reinhardt           | 23 лютого 2011 року            | Додана адмін-панель (відображається на всіх сторінках сайту) та інші нові функції. |                        |                |
| 3.2 | Gershwin            | 4 липня 2011 року              | Збільшена швидкість завантаження сторінок |                        |                |
| 3.3 | Sonny               | 12 грудня 2011 року            | Покращено відображення сторінок на планшетах |                        |                |
| 3.4 | Green               | 13 червня 2012 року            | Поліпшення функціоналу налаштувань шаблонів. Інтеграція з Twitter |                        |                |
| 3.5 | Elvin               | 11 грудня 2012 року            | Підтримка відображення на Retina Display, вибір кольору сторінки, нова тема «Twenty Tvelve» |                        |                |
| 3.6 | Oscar Peterson      | 1 серпня 2013 року             | Покращена робота з редакціями публікацій, покращене автозбереження, щоб ніколи більше не втратити жодного написаного слова, а також покращено функціонал по роботі з меню та новий вбудований HTML5 медіа-плеєр. Додана нова тема «Twenty Thirteen» |                        |                |
| 3.7 | Basie               | 24 жовтня 2013 року            | Автоматичне застосування оновлень для обслуговування та безпеки у фоновому режимі, більш надійні рекомендації щодо паролів, а також підтримка автоматичного встановлення потрібних мовних файлів та їхнього оновлення. |                        |                |
| 3.8 | Parker              | 12 грудня 2013 року            | Новий дизайн панелі адміністрування сайту. Нова стандартна тема Twenty Fourteen. |                        |                |
| 3.9 | Smith               | 16 квітня 2014 року            | Новий функціонал перегляду віджетів та новий встановлювач тем. Перероблено інтерфейс редагування зображень та медіа. Повернуто деякі додаткові налаштування зображень. |                        |                |
| 4.0 | Benny               | 4 вересня 2014 року            | Покращене керування мультимедіа, вбудовування, інтерфейс написання текстів, легка зміна мови, налаштування тем, виявлення плагінів і сумісність з PHP 5.5 і MySQL 5.6. |                        |                |
| 4.1 | Dinah               | 18 грудня 2014 року            | Нова стандартна тема "Twenty Fifteen". |                        |                |
| 4.2 | Powell              | 23 квітня 2015 року            | Нові функції "Натисніть це", покращена підтримка символів, підтримка емодзі, покращений кастомайзер, нові вбудовування та оновлена система плагінів. |                        |                |
| 4.3 | Holiday             | 18 серпня 2015 року            | Зосередьтеся на мобільному досвіді, кращих паролях та покращеному кастомайзері. |                        |                |
| 4.4 | Clifford            | 8 грудня 2015 року             | Впровадження теми "Twenty Sixteen" та покращення адаптивних зображень і вбудовувань. |                        |                |
| 4.5 | Coleman             | 12 квітня 2016 року            | Додано вбудовані посилання, ярлики форматування, адаптивні попередні перегляди в реальному часі та інші оновлення під капотом. |                        |                |
| 4.6 | Pepper              | 16 серпня 2016 року            | Додано оптимізовані оновлення, власні шрифти, покращення редактора з вбудованою перевіркою посилань та відновленням контенту, а також інші оновлення під капотом. |                        |                |
| 4.7 | Vaughan             | 6 грудня 2016 року             | Поставляється з новою темою за замовчуванням "Twenty Seventeen", підтримкою заголовків відео, попереднім переглядом PDF, користувацьким CSS у попередньому перегляді, покращеним редактором та іншими оновленнями. |                        |                |
| 4.8 | Evans               | 8 червня 2017 року             | Редактор наступного покоління. Додаткові конкретні цілі включають вбудовані межі елементів/посилань TinyMCE, нові медіа-віджети та WYSIWYG у текстовому віджеті. Припинено підтримку Internet Explorer версій 8, 9 і 10. |                        |                |
| 4.9 | Tipton              | 16 листопада 2017 року         | Покращено роботу з налаштуванням тем, зокрема планування, посилання на попередній перегляд інтерфейсу, автоматичне збереження змін, перегляд тем, покращено функції меню та підсвічування синтаксису. Додано новий віджет галереї та оновлено віджети тексту і відео. Редактор тем видає попередження і відкоти при збереженні файлів, які призводять до фатальних помилок. |                        |                |
| 5.0 | Bebo Valdés         | 9 грудня 2018 року             | Новий блоковий редактор Gutenberg з новою темою за замовчуванням «Twenty Nineteen». |                        |                |
| 5.1 | Betty Carter        | 8 березня 2019 року            | Повідомлення про оновлення версії PHP та покращення редактора блоків. |                        |                |
| 5.2 | Jaco Pastorius      | 18 травня 2019 року            | Включає перевірку стану сайту, захист від помилок PHP, новий каталог блоків і підписання пакетів оновлень. |                        |                |
| 5.3 | Rahsaan Roland Kirk | 8 березня 2020 року            | Перекладіть на польську мову поточні взаємодії з користувачем і зробіть інтерфейс більш зручним для користувача. Нова тема за замовчуванням «Twenty Twenty», розроблена Андерсом Нореном. |                        |                |
| 5.4 | Adderley            | 27 квітня 2020 року            | Додано блоки соціальних іконок та кнопок, покращено налаштування блоків та користувацький інтерфейс, додано функції для експорту персональних даних, кастомні поля для пунктів меню, покращення блоків для розробників. |                        |                |
| 5.5 | Eckstine            | 11 серпня 2020 року            | Новий функціонал для налаштування оновлення плагінів та тем, lazy load для зображень, удосконалено Gutenberg. |                        |                |
| 5.6 | Nina Simone         | 8 грудня 2020 року             | Нова тема за замовчуванням «Twenty Twenty-One», покращення Gutenberg, автоматичні оновлення для основних випусків, розширена підтримка PHP 8, паролі додатків для автентифікації REST API, покращена доступність. |                        |                |
| 5.7 | Esperanza Spalding  | 9 березня 2021 року            | Новий редактор простіше у використанні, більше можливостей без написання користувацького коду, простіша палітра кольорів за замовчуванням, перехід з HTTP на HTTPS в один клік, новий API для роботів, ліниве завантаження ваших iframe'ів та постійне очищення після оновлення до jQuery 3.5.1 |                        |                |
| 5.8 | Art Tatum           | 20 липня 2021 року             | Керування віджетами за допомогою редактора блоків, відображення записів із новими блоками та патернами, редагування шаблонів для записів, новий файл у шаблонах theme.json, закінчено підтримку Internet Explorer 11, додано підтримку формату зображень WebP, додано додаткову підтримку блоків. |                        |                |
| 5.9 | Joséphine           | 25 січня 2022 року             | Нова тема за замовчуванням "Twenty Twenty-Two", нова функція редактора сайту в адмінці WordPress, управління темами блоків через редактор сайту, новий блок "Навігація", поліпшені елементи управління блоками, каталог шаблонів, перегляд списків, перероблений блок "Галерея", підтримка дочірніх тем Theme.json, блокування на рівні блоків, кілька таблиць стилів для кожного блоку. |                        |                |
| 6.0 | Arturo              | 24 березня 2022 року           | Покращення в написанні Gutenberg, безліч варіантів стилів і розширені можливості шаблонів для тем блоків, інтегровані шаблони, додаткові інструменти проєктування, можливість вибору декількох блоків з подання списку, блокування блоків, а також різні поліпшення продуктивності та доступності. |                        |                |
| 6.1 | Misha               | 1 листопада 2022 року          | Поліпшення в галузі написання текстів Gutenberg, інструменти дизайну для більшої узгодженості та контролю, чистіші макети та візуалізація налаштувань документа, управління меню, плавна типографіка, поліпшені розміщувачі блоків і передустановки інтервалів. |                        |                |
| 6.2 | Dolphy              | 29 березня 2023 року           | Перероблений інтерфейс редактора сайту, покращений блок "Навігація", блок "Вставка блоку", впорядкована бічна панель налаштувань блоку з вкладками "Налаштування" і "Стилі". Також доступна колекція шаблонів заголовків і колонтитулів для тем блоків, інтеграція з медіа Openverse і режим "Не відволікатися" для написання текстів. Нова книга стилів дає повне уявлення про те, який вигляд має кожен блок у бібліотеці сайту, а користувачі тепер можуть копіювати та вставляти стилі й додавати користувацькі CSS для більшого контролю над зовнішнім виглядом свого сайту. Серед інших можливостей - липке позиціювання для групових блоків верхнього рівня, можливість імпорту обраних віджетів із тем Classic, а також локальні шрифти в стандартних темах WordPress для більшої конфіденційності з увімкненням Google Fonts. |                        |                |
| 6.3 | Lionel              | 8 серпня 2023 року             | Повне керування контентом через редактор сайтів, попередній перегляд тем блоків, новий розділ "Мої шаблони" для збережених компонувань блоків, керування шаблонами та редакторами через палітру команд, покращені інструменти дизайну та робочий процес, новий блок "Виноски та деталі", покращення продуктивності та доступності. Налаштування співвідношення сторін зображень, редагування без відволікання уваги в редакторі сайтів, оновлена верхня панель інструментів, покращене подання списку, створення шаблонів. |                        |                |
| 6.4 | Shirley             | 7 листопада 2023 року          | Нова тема за замовчуванням "Twenty Twenty-Four", покращення написання тексту, покращена палітра команд, вдосконалена фільтрація шаблонів, розширені інструменти дизайну блоків, функції лайтбоксів зображень, перейменування групових блоків, попередній перегляд зображень у вікні списку, експорт користувацьких шаблонів у вигляді JSON-файлів, нова функція блочних гачків, а також різноманітні покращення продуктивності та доступності. |                        |                |
| 6.5 | Regina              | 2 квітня 2024 року             | Керування Google Fonts за допомогою Бібліотеки шрифтів, перегляд міток часу, коротких зведень та історії змін за допомогою Книги стилів, покращені інструменти фону, співвідношення сторін і тіні блоків для макетів і груп блоків, подання даних, покращене перетягування, покращені елементи керування посиланнями, нові API інтерактивності та прив'язки блоків, нові інструменти зовнішнього вигляду для класичних тем без використання theme.json, залежність від плагінів, а також різноманітні покращення продуктивності та доступності. |                        |                |
| 6.6 | Dorsey              | 16 липня 2024 року             | Додаткові палітри кольорів і набори шрифтів, швидкий попередній перегляд сторінок, відкат для автоматичного оновлення плагінів, перевизначення стилів блоків, а також різноманітні покращення продуктивності та доступності. |                        |                |
| 6.7 | Rollins             | 12 листопада 2024 року         | Нова тема за замовчуванням «Двадцять двадцять п'ять», попередній перегляд «Зменшити», користувацькі поля для блоків, попередньо встановлені розміри шрифтів для стилів, підтримка зображень HEIF, а також різні покращення продуктивності та доступності. |                        |                |
| 6.8 | Cecil               | 15 квітня 2025 року            | Нова блокова тема. Додане спекулятивне завантаження (Speculation Rules API) по замовчуванню, що пришвидчить завантаження сторінок.Надійніша безпека паролів за допомогою bcrypt. Понад 100 виправлень і покращень доступності стосуються широкого спектру роботи з WordPress. |                        |                |
| \| Legend: \| Old version \| Older version, still supported \| Current version \| Latest preview version \| Future release \| |                     |                                | |                        |                |
| Legend: | Old version         | Older version, still supported | Current version | Latest preview version | Future release |

## Плагіни
Плагіни Wordpress — це елементи для розширення функціональності СКВ.

### Плагіни за замовчуванням
- Akismet — перевірка «спаму» в коментарях.
- Hello Dolly — перший плагін Wordpress. Створений для вивчення користувачами принципу написання плагінів. Коли він увімкнений, в правому верхньому кутку панелі адміністратора відображається довільна стрічка з пісні «Hello Dolly» Луї Армстронга[33].

### Створення плагінів
Розробники Wordpress дали можливість користувачам створювати власні плагіни. Всі файли плагінів розміщуються в теці wp-content/plugins. Його головний файл повинен бути написаний на мові PHP, та на початку файлу повинен бути наступний текст:
```
<?php

/*

Plugin Name: назва плагіну

Plugin URI: адреса посилання на сторінку плагіну

Description: опис плагіну

Version: версія

Author: ім'я автора

Author URI: адреса посилання на сторінку автора

*/

```

Плагін також може складатись з декількох файлів, якщо вони під'єднані до головного файлу (наприклад за допомогою функції include).
Якщо ж до нього треба приєднати CSS, JavaScript або інші зовнішні файли, це можна зробити за допомогою функції plugins_url.
```
plugins_url
(
 
'myscript.js'
,
 
__FILE__
 
);

```

Цей код поверне повний шлях до файлу myscript.js, який знаходиться у теці плагіну (напр. example.com/wp-content/plugins/myplugin/myscript.js)

#### Приклад плагіну Wordpress
Нижче поданий код додає у «підвал» блогу текст «Блог зроблений на базі WordPress» з посиланням на статтю «Wordpress» в українській Вікіпедії:
```
<?php

/*

Plugin Name: Wikipedia Link Plugin

Plugin URI: [[WordPress]]

Description: 

Version: 0.0.1

Author: Wiki User

Author URI: http://uk.wikipedia.org

*/

function
 
replace_footer_wiki
(){
 
 
echo
(
"Блог зроблений на базі <a href=
\"
[[WordPress
\"
>Wordpress]]</a> "
);

}
 

add_filter
(
'get_footer'
,
 
'replace_footer_wiki'
);
 

?>

```

## Структура теми Wordpress

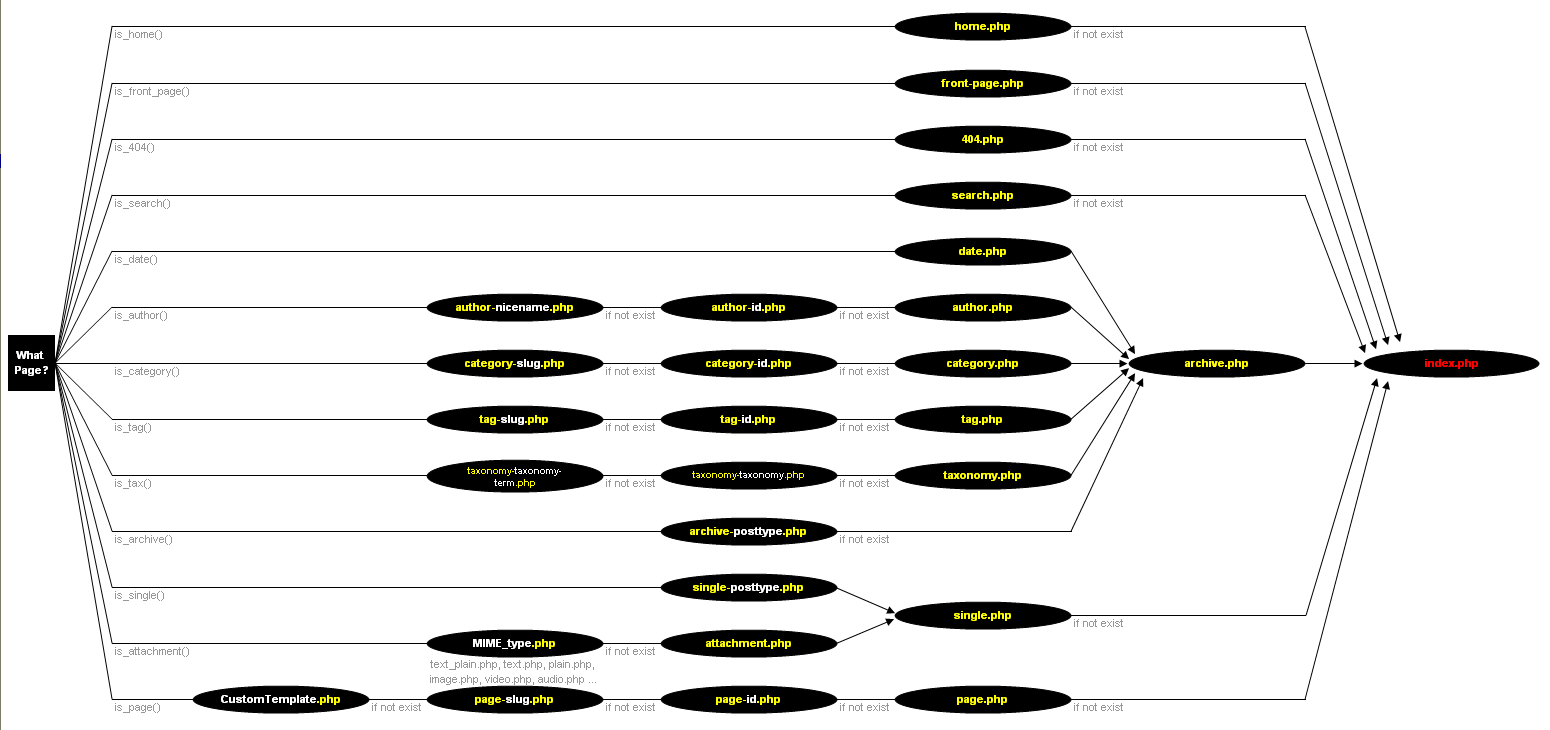
Ієрархія теми Wordpress

За замовчуванням поточна версія Wordpress містить у собі 3 стандартні теми — Twenty Ten, Twenty Eleven та Twenty Twelve. Проте розробники дали можливість створювати власні теми. Кожен шаблон теми Wordpress повинен мати хоча б 2 головних файли.
Список основних файлів шаблонів Wordpress
| Ім'я файлу    | Опис                                                                                     | Обов'язковий |
| ------------- | ---------------------------------------------------------------------------------------- | ------------ |
| style.css     | головна таблиця стилів; основна інформація про шаблон                                    | Так          |
| index.php     | головна сторінка шаблона                                                                 | Так          |
| functions.php | набір функцій теми Wordpress                                                             | Ні           |
| header.php    | шаблон «шапки» сайту; використовується при запиті                                        | Ні           |
| footer.php    | шаблон підвалу сайту; використовується при запиті                                        | Ні           |
| sidebar.php   | шаблон бокової колонки сайту; використовується при запиті                                | Ні           |
| comments.php  | шаблон коментарів; якщо файлу не існує, використовується шаблон із теми за замовчуванням | Ні           |
| single.php    | шаблон сторінки з єдиним записом; якщо файлу не існує, використовується index.php        | Ні           |
| page.php      | шаблон окремої сторінки (для записів типу «Page»)                                        | Ні           |
| category.php  | шаблон категорії; використовується при запиті категорії                                  | Ні           |
| author.php    | шаблон автора блогу; використовується при запиті автора блогу                            | Ні           |
| date.php      | шаблон виводу дати; використовується при запиті виводу дати та часу                      | Ні           |
| archive.php   | шаблон виводу архіву блогу                                                               | Ні           |
| search.php    | шаблон виводу пошуку                                                                     | Ні           |
| 404.php       | шаблон для виводу повідомлення помилки 404                                               | Ні           |

### Функції Wordpress для власних тем
Для звернення до файлів шаблонів Wordpress або тієї чи іншої інформації з бази даних розробники створили спеціальні функції. Для прикладу, щоб вставити вміст файлу header.php, потрібно написати такий код:
```
<?php
 
do_action
(
'wp_head'
);
 
?>

```

або:
```
<?php
 
wp_head
();
 
?>

```

А для того, щоб вставити зміст поточного запису, потрібно написати такий код:
```
<?php
 
the_content
();
 
?>

```

#### functions.php
Будь-яка тема Wordpress може мати власний набір функцій для розширення можливостей. Так само як і плагіни, код цього файлу може редагувати практично будь-який елемент цієї СКВ. Для прикладу наступний код замінить текст з «підвалу» панелі адміністратора посиланням на статтю «Wordpress» в українській Вікіпедії:
```
function
 
replace_wiki
(){
 
 
echo
(
"<a href=
\"
[[WordPress
\"
>Детальніше]] про Wordpress</a>"
);

}
 

add_filter
(
'admin_footer_text'
,
 
'replace_wiki'
);

```

## Мультиблогінг
Одне встановлення WordPress дозволяє вести одночасно лише один блог. Якщо ж ви бажаєте створити і вести на одному сервері декілька блогів, то можна встановити потрібну кількість WordPress в різні каталоги (віртуальні сервери) і в СКБД створити окрему базу даних для кожного блогу.
Гілка (англ. fork) WordPress Multi-User (WordPress MU, чи WPMU) дає змогу створити декілька блогів в одній інсталяції. WordPress MU також дозволяє кожному користувачу системи вести довільну кількість блогів і контролювати їх з панелі управління. Для кожного блогу створюється 8 таблиць в базі даних.

## Використання
Згідно з даними компанії iTrack, CMS WordPress є однією з найпоширеніших систем у зоні .ru, займаючи долю понад 29 % ринку.
Все більше і більше користувачів мігрують [Архівовано 29 травня 2014 у Wayback Machine.] з інших платформ на WordPress.

### Windows Live
У вересні 2010 компанія Microsoft виступила з ініціативою переведення блогів користувачів сервісу Windows Live на платформу WordPress. У березні 2011 Microsoft оголосила про успішну міграцію на WordPress більше мільйона блогів, раніше розміщених в сервісі Windows Live. У сумі на платформу WordPress необхідно перевести близько 30 млн блогів.

### iPhone та iPod Touch
Із запуском інтернет-магазину iTunes App Store, спільнота WordPress створила програму для iPhone та iPod Touch для адміністрування WordPress блогів.

### Інші блоги на WordPress
На системі WordPress побудовані офіційні блоги таких компаній, як Adobe, Flickr, Tribune Media Group та інших.

## Виноски
1. ↑  Архівована копія. Архів оригіналу за 26 листопада 2010. Процитовано 3 грудня 2010.{{cite web}}:  Обслуговування CS1: Сторінки з текстом «archived copy» як значення параметру title (посилання) [Архівовано 2010-11-26 у Wayback Machine.]
2. ↑  https://wordpress.org/news/2025/04/cecil/. Архів оригіналу за 15 квітня 2025. Процитовано 15 квітня 2025. {{cite web}}: Зовнішнє посилання в |title= (довідка)
3. ↑  https://openhub.net/p/wordpress
4. ↑  https://github.com/EvanLi/Github-Ranking/blob/master/Data/github-ranking-2025-07-06.csv — 2025.
5. ↑  https://github.com/WordPress/WordPress
6. ↑  WordPress_in_Your_Language. Архів оригіналу за 29 липня 2005. Процитовано 3 грудня 2010. [Архівовано 2005-07-29 у Wayback Machine.]
7. ↑  WordPress › About » GPL. WordPress.org. Архів оригіналу за 24 червня 2013. Процитовано 15 червня 2010. [Архівовано 2013-06-19 у Wayback Machine.]
8. ↑  WordPress українською. Архів оригіналу за 31 жовтня 2007. Процитовано 31 жовтня 2007. [Архівовано 2007-10-31 у Wayback Machine.]
9. ↑  Вимова імені Matt Mullenweg. Архів оригіналу за 25 вересня 2018. Процитовано 25 вересня 2018. [Архівовано 2018-09-25 у Wayback Machine.]
10. ↑  Блог Метью Мулленвіга [Архівовано 8 листопада 2012 у Wayback Machine.] (англ.)
11. ↑  About WordPress. wordpress.org. Архів оригіналу за 21 березня 2015. Процитовано 5 жовтня 2010. [Архівовано 2015-03-21 у Wayback Machine.]
12. ↑  Open Source Awards Previous Winners|Packt Publishing [Архівовано 14 лютого 2012 у Wayback Machine.] (англ.)
13. ↑  pen Source Awards 2010: Wordpress|Packt Publishing [Архівовано 2 жовтня 2012 у Wayback Machine.](англ.)
14. ↑  Roadmap. Blog. Wordpress.org. Архів оригіналу за 24 червня 2013. Процитовано 15 червня 2010. [Архівовано 2013-06-19 у Wayback Machine.]
15. ↑  Офіційний сайт СКВ b2/cafelog [Архівовано 2 вересня 2011 у Wayback Machine.] (англ.)
16. ↑  Документація Wordpress API [Архівовано 13 квітня 2022 у Wayback Machine.] (англ.)
17. ↑  Learn What’s New in WordPress v4.0 - Blog - SunTecOSS: Open source Web Development Company. web.archive.org. 7 березня 2016. Архів оригіналу за 7 березня 2016. Процитовано 30 березня 2024.{{cite web}}:  Обслуговування CS1: bot: Сторінки з посиланнями на джерела, де статус оригінального URL невідомий (посилання) [Архівовано 2016-03-07 у Wayback Machine.]
18. ↑  WordPress 4.9 Beta 1. WordPress News (амер.). 5 жовтня 2017. Архів оригіналу за 20 листопада 2017. Процитовано 30 березня 2024. [Архівовано 2017-11-20 у Wayback Machine.]
19. ↑  WordPress 5.0 Development Cycle. Make WordPress Core (амер.). 15 листопада 2017. Архів оригіналу за 17 листопада 2018. Процитовано 26 травня 2024. [Архівовано 2018-11-17 у Wayback Machine.]
20. ↑  WordPress 5.4 “Adderley”. WordPress News (амер.). 31 березня 2020. Архів оригіналу за 20 жовтня 2023. Процитовано 26 травня 2024. [Архівовано 2023-10-20 у Wayback Machine.]
21. ↑  WordPress 5.6 “Simone”. WordPress News (амер.). 8 грудня 2020. Архів оригіналу за 10 січня 2021. Процитовано 26 травня 2024. [Архівовано 2021-01-10 у wayback.archive-it.org]
22. ↑  WordPress 5.7 “Esperanza”. WordPress News (амер.). 9 березня 2021. Архів оригіналу за 20 березня 2021. Процитовано 30 березня 2024. [Архівовано 2021-03-20 у wayback.archive-it.org]
23. ↑  WordPress 5.8 “Tatum”. WordPress News (амер.). 20 липня 2021. Архів оригіналу за 29 липня 2021. Процитовано 30 березня 2024. [Архівовано 2021-07-29 у Wayback Machine.]
24. ↑  WordPress 5.9 “Josephine”. WordPress News (амер.). 25 січня 2022. Архів оригіналу за 20 жовтня 2023. Процитовано 18 листопада 2024.
25. ↑  WordPress 6.0 “Arturo”. WordPress News (амер.). 24 травня 2022. Архів оригіналу за 20 жовтня 2023. Процитовано 18 листопада 2024.
26. ↑  WordPress 6.1 “Misha”. WordPress News (амер.). 1 листопада 2022. Архів оригіналу за 20 жовтня 2023. Процитовано 18 листопада 2024.
27. ↑  Version 6.3. Documentation (амер.). 8 серпня 2023. Архів оригіналу за 30 березня 2024. Процитовано 30 березня 2024. [Архівовано 2024-03-30 у Wayback Machine.]
28. ↑  Version 6.4. Documentation (амер.). 7 листопада 2023. Архів оригіналу за 30 березня 2024. Процитовано 30 березня 2024. [Архівовано 2024-03-30 у Wayback Machine.]
29. ↑  Version 6.5. Documentation (амер.). 2 квітня 2024. Архів оригіналу за 5 квітня 2024. Процитовано 5 квітня 2024. [Архівовано 2024-04-05 у Wayback Machine.]
30. ↑  Version 6.6. Documentation (амер.). 16 липня 2024. Архів оригіналу за 8 жовтня 2024. Процитовано 18 листопада 2024.
31. ↑  Version 6.7. Documentation (амер.). 12 листопада 2024. Архів оригіналу за 14 листопада 2024. Процитовано 18 листопада 2024.
32. ↑  WordPress 6.8 “Cecil” – WordPress News (амер.). 15 квітня 2025. Процитовано 27 квітня 2025.
33. ↑  Plugins (Wordpress Codex) [Архівовано 29 жовтня 2012 у Wayback Machine.] (англ.)
34. ↑  http://codex.wordpress.org/Determining_Plugin_and_Content_Directories [Архівовано 29 жовтня 2012 у Wayback Machine.] (англ.)
35. ↑  Починаючи з бета-версії 3.5
36. ↑  WordPress 3.5 nears with a release candidate [Архівовано 25 листопада 2012 у Wayback Machine.] (англ.)
37. ↑  Рейтинг CMS. Архів оригіналу за 21 серпня 2013. Процитовано 3 березня 2011. [Архівовано 2013-08-21 у Wayback Machine.]
38. ↑  Компания Microsoft перевела миллион блогов Windows Live на платформу WordPress. Архів оригіналу за 7 березня 2011. Процитовано 3 березня 2011. [Архівовано 2011-03-07 у Wayback Machine.]
39. ↑  Популярні бізнес-сайти, побудовані на WordPress. Архів оригіналу за 31 липня 2012. Процитовано 31 липня 2012. [Архівовано 2012-07-31 у Wayback Machine.]